# 陽の光
「陽の光」はGReeeeNの楽曲。NAYUTAWAVE RECORDSから2013年1月23日に配信された。後に「桜color」のカップリングに収録された。
また、コンピレーションアルバムの『福岡ソフトバンクホークス 選手登場曲&ベストセレクション 2013』にも収録されている。

## 収録アルバム
- 「桜color」（2013年2月27日）
- 『福岡ソフトバンクホークス 選手登場曲&ベストセレクション 2013』（2013年6月26日）

## タイアップ
- ヤマザキパン「ランチパック」CMソング
- 北海道日本ハムファイターズ 河野秀数選手 登場曲
- 福岡ソフトバンクホークス 帆足和幸選手 登場曲
- 千葉ロッテマリーンズ 加藤翔平選手 登場曲

## 曲の詳細
1. 陽の光 [4:18]
  - 作詞・作曲 : GReeeeN